# Valdemar Nyman
Bruno Valdemar Nyman, född 15 augusti 1904 Vasa i Österbotten, Finland, död 25 november 1998 i Mariehamn på Åland, var en finlandssvensk präst och romanförfattare. Han var far till läkaren Dag Nyman.
Nyman verkade som kyrkoherde och blev senare landsprost i Finströms kyrka på Åland. Han inledde sin författarkarriär 1944 med boken Som tusen liljor i vilken 1800-talets Åland, med stildrag typiska för bondesamhället, skildras. År 1945 utgav han Sko, sko hästen där en ung student vid namn Halvar Skog revolterar mot de gamla traditionerna. Nyman har skrivit flera historiska romaner och skildringar där han beskriver det åländska samhället. Nyman var intresserad av katolicismen. År 1947 utkom Broder Kilian, ett av hans mest kända verk, där den katolska kyrkan diskuteras. Den handlar om en munk på Kökar kring 1400-talet och hans kamp kring tron. Här deltar sagofigurer, djur och döda, vilket gör boken ytterst speciell. 
Nästa bok i raden är Margareta Jönsdotter till Bastö (1950) vilken handlar om näromgivningen kring Finströms kyrka. Kring 1500-talet var det diskussioner om märkesgården på Bastö skulle få behålla sitt frälse eller inte. Boken grundar sig på dessa händelser där flera kända personligheter och biskopar närvarade. Det speciella med denna bok är att den är skriven i andra person singularis vilket ger ett mycket speciellt förhållande till läsaren och huvudpersonen. I Den stora flykten (1953) befinner man sig på den stora ofreden 1714, där prästen Johannes Lilliewahn försöker lära sig ödmjukhet och underkastelse. Åren 1972 och 1974 kom en tvådelad berättelse om en engelsk munk där han reser genom Europa för att utveckla sig själv och sina sinnen; Osmund Kåresons ungdom och Osmund och Aftonstjärnan.
Utöver sina romaner har Nyman också skrivit flera prosalyriska böcker om Åland och då speciellt om Finströms socken. I På åländska vägar till lands och till sjöss berättas det om hans resa längs den åländska naturen där han tar upp kulturhistoria och naturvetenskap i förening med en stark hembygdskänsla. Även hans stora Finströmskrönika finns där. I denna finns alla Finströms byar dokumentarade, både genom hans egna upplevelser och kunskaper, men också från släktforskning och utredningar.  
| ”                | Vet man något om de vattenvidder stävarna klyver och om de fjärrblånande, närgröna land man lyckas urskilja, är resan genom denna i världen alldeles enastående arkipelag dubbelt nöjsam. Dock – det finns mer storslagna landskap, det finns skönhetssyner av mer affischklatschigt mondän natur eller mer vilt ödemarksromantiska. Vad vi i detta landskap ser, är den älskades anlete, intimt, med det outsägbaras charm, öppnande sig som blomman för den enkelt fattiga kärlekens allvarsljus". | „ |
| – Valdemar Nyman | |   |

## Priser och utmärkelser
- 1964 –   Riddare av Nordstjärneorden [2]
- 1978 – Tollanderska priset
- 1996 – Svenska Akademiens Finlandspris